# Albertic
Die Albertic war ein Passagierschiff der White Star Line. Das Schiff wurde ursprünglich vom Norddeutschen Lloyd (NDL) als München für den Dienst Mittelmeer-New York in Auftrag gegeben, kam aber als Reparationsleistung nur unter britischer Flagge als Ohio und später Albertic in den Liniendienst.

## Baugeschichte
1914 erfolgte bei der AG Weser in Bremen die Kiellegung eines zweiten Schiffes des NDL mit dem Namen München, das für den Mittelmeer-New York-Dienst vorgesehen war und dessen Weiterbau während des Krieges eingestellt wurde. 1919 wurde es in die Reparationsleistungen einbezogen und kurz nach dem Stapellauf 1920 an die Royal Mail Line verkauft und nach Auslieferung am 27. März 1923 in Ohio umbenannt.

## Liniendienst
Am 3. April 1923 trat die Ohio ihre Jungfernfahrt von Hamburg nach New York über Southampton und Cherbourg an. Zu diesem Zeitpunkt fuhr die Royal Mail noch regelmäßig auch von Hamburg ab. Allerdings wurden die Abfahrten von Jahr zu Jahr weniger und 1926 vollständig eingestellt. Bis 1926 wurde der Dienst der Ohio zwischen Southampton-Cherbourg und New York fortgesetzt. Am 15. Oktober 1926 begann sie ihre letzte Rundreise von Southampton über Cherbourg nach New York.
1926 ging die Ohio an die von der Royal Mail übernommene White Star Line, wurde in Albertic umbenannt und am 22. April 1927 erstmals zwischen Liverpool und Kanada (bis Quebec und Montreal) eingesetzt. 1928 startete sie ab London nach Kanada und 1929 ersetzte sie die verunglückte Celtic (II) im Liverpool–New York-Dienst über Boston ab 2. Februar. Am 9. Mai 1930 kehrte die Albertic in den Kanada-Dienst zurück. Fraglich ist, ob sie nach einer am 29. August 1930 in Liverpool begonnenen Rundreise nach Québec und Montreal weiter eingesetzt wurde.
Sie scheint nach ihrer Rückkehr nach Liverpool im September auf dem Clyde aufgelegt gewesen zu sein. Die Albertic war eines der zehn Schiffe der White Star Line, die 1934 an Cunard White Star übertragen wurden, aber sie wurde von der neuen Gesellschaft nicht eingesetzt, sondern Ende des Jahres in Japan abgebrochen.